# Ratusz Staromiejski w Toruniu
Ratusz Staromiejski w Toruniu – główna budowla świecka toruńskiego Starego Miasta, gotycki budynek, który powstawał etapami w ciągu XIII i XIV w., przebudowany w XVII w. i odbudowany po zniszczeniach w XVIII w., jeden z najznakomitszych przykładów średniowiecznej architektury mieszczańskiej w środkowej Europie, główna siedziba Muzeum Okręgowego w Toruniu. Ratusz znajduje się na terenie Zespołu Staromiejskiego, na Rynku Staromiejskim.

## Historia

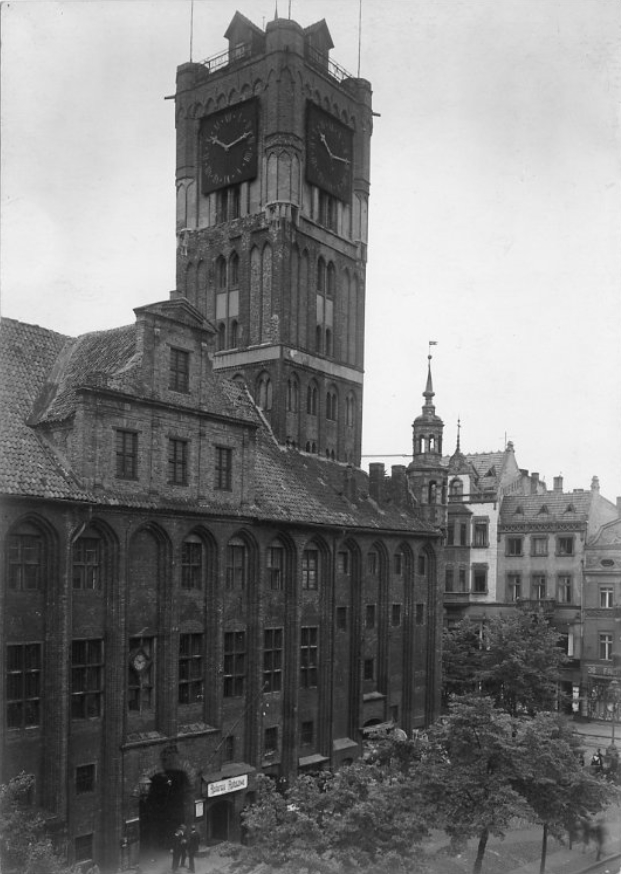
Ratusz w dwudziestoleciu międzywojennym

Położenie Ratusza na planie Starego Miasta

Pierwotna zabudowa śródrynkowa narastała stopniowo w czasie XIII i XIV w. Dom kupiecki mieszczący sukiennice (domus forensis) został wzniesiony prawdopodobnie na miejscu obecnego zachodniego skrzydła na podstawie przywileju mistrza pruskiego Gerharda von Hirzberga z kwietnia 1259 roku. Z 1274 roku pochodzi następny przywilej na budowę wieży oraz kramów i ław chlebowych, na miejscu dzisiejszego wschodniego skrzydła ratusza. Według rekonstrukcji Eugeniusza Gąsiorowskiego w końcu XIII wieku zabudowa Rynku Staromiejskiego składała się z dwóch wydłużonych, równoległych budynków. Od zachodu znajdował się piętrowy dom kupiecki (sukiennic), a od wschodu budynek mieszczący kramy i ławy chlebowe. Ściany szczytowe obu budynków były połączone murami kurtynowymi, a do ław i kramów chlebowych przylegała od południa wieża, nadbudowana o dwie kondygnacje w 1385 roku i zachowana w tej formie do dzisiaj. Między 1385 a 1415 roku na wieży Ratusza zamontowano zegar.
W średniowieczu wieża pełniła funkcję więzienia.
Obecny kształt ratusz zawdzięcza głównie szeroko zakrojonej inwestycji budowlanej zapoczątkowanej w 1391 roku, prowadzonej w stylu gotyckim. Nie jest znane nazwisko budowniczego Ratusza. Zdaniem niemieckiego historyka Arthura Semraua, budowniczym Ratusza był mistrz Andris (Andrzej), budowniczy miejski Torunia w latach 1393–1419. Przywilej budowlany wystawił wielki mistrz Konrad von Wallenrode w 1393 roku (dokument wystawiono już w czasie trwania budowy). Nieznana jest data zakończenia budowy Ratusza. Prawdopodobnie inwestycja zakończyła się przed 1399 rokiem. Wyburzono wówczas stare budynki handlowe, pozostawiając jedynie wieżę, i dokonano połączenia funkcji administracyjnych, handlowych i sądowniczych w jednym budynku, co było rozwiązaniem unikalnym w ówczesnej Europie. Ratusz zyskał formę czteroskrzydłowego budynku na planie prostokąta o wymiarach 43,7 x 52,4 m, z wewnętrznym dziedzińcem dostępnym z przez cztery przelotowe bramy znajdujące się pośrodku każdego ze skrzydeł. Wieża została zbudowana na wzór flandryjskich wież beffroi. W 1593 roku wieża została przykryta wysokim gotyckim hełmem, stanowiącym charakterystyczny element dawnej panoramy miasta.
Manierystyczna przebudowa w latach 1602–1605, z inicjatywy burmistrza Henryka Strobanda i według projektu Antoniego van Obberghena polegała na podwyższeniu gmachu o jedno piętro. Decyzję o przebudowie zatwierdziła Rada Torunia dnia 10 kwietnia 1602 roku. Remont budynku był konieczny z racji dużej roli, jaką pełnił on w tym okresie. Ratusz stanowił miejsce pobytu władców Rzeczypospolitej, obrad sejmu, sejmików generalnych Prus Królewskich. Podczas remontu wzorowano się na sztuce niderlandzkiej. We wnętrzu zamontowano nowe kominki i portale. Ich autorem jest prawdopodobnie gdańska rodzina van den Blocke. W latach 1602–1603 został ufundowany strop. Na nim znalazły się malowidła przedstawiające program przemian społecznych, religijnych i oświatowych prowadzonych przez Strobanda.
W roku 1703 w czasie oblężenia miasta przez wojska szwedzkie doszło do poważnego pożaru ratusza. W jego wyniku uległ zniszczeniu prawie cały wystrój wnętrz, zegar, zawaliły się szczyty, a budynek do 1722 roku pozostawał bez dachu. W latach 1722–1728 i 1735–1738 dokonano odbudowy. W 1728 roku toruński mistrz Abraham Willow wykonał nowy zegar. Istniały również projekty z lat 1735–1736 przebudowy całego ratusza w stylu późnobarokowym. Projekty przypisano Janowi Baptyście Cocchiemu. Na początku XVIII wieku toruński rysownik Georg Friedrich Steiner stworzył 21 rysunków przedstawiających Ratusz. Jeden z rysunków Steinera przedstawia Ratusz przed jego zniszczeniem przez wojska szwedzkie.
W 1869 roku barokowy ryzalit zastąpiono zachowanym do dzisiaj neogotyckim. W XIX wieku dokonano również przebudowy niektórych wnętrz.
Podczas II wojny światowej niemiecki architekt i urbanista Hans Döllgast zaprojektował nowy wystrój i wyposażenie wnętrz Ratusza.
W 1954 roku na ścianie zachodniego skrzydła Ratusza odsłonięto tablicę upamiętniającą przyłączenie Pomorza do Polski i złożenie hołdu Kazimierzowi IV Jagiellończykowi przez ziemię chełmińską. Tablicę wykonano z różowego wapienia. Inicjatorem upamiętnienia było Towarzystwo Miłośników Torunia. Na tablicy znajduje się napis: 1454 – 1954 W PIĘĆSETLECIE ODZYSKANIA POMORZA I HOŁDU ZIEMI CHEŁMIŃSKIEJ ZŁOŻONEGO W TYM MIEJSCU KRÓLOWI KAZIMIERZOWI JAGIELLOŃCZYKOWI. MŁODZIEŻ MIASTA TORUNIA.
W latach 1957–1964 przeprowadzono generalny remont i adaptację na potrzeby muzeum. Do najważniejszych prac należało wzmocnienie murów i sklepień, przywrócenie wnętrzom dawnego wyglądu przez wyburzenie ścian działowych z XIX w., odsłonięcie niektórych średniowiecznych elementów architektonicznych, zamurowanych w późniejszym czasie. Zastąpiono wtedy również drewnianą więźbę dachową z XVIII w. nową, wykonaną z elementów stalowych.
W czerwcu 1998 roku na południowej elewacji Ratusza odsłonięto tablicę upamiętniającą wpisanie Torunia na Listę światowego dziedzictwa UNESCO.
W latach 2003–2005 prowadzone były prace restauracyjne, w wyniku których dawny blask przywrócono wieży (odtworzono maswerkowe dekoracje malarskie, wyremontowano taras widokowy i zegar), wszystkim elewacjom (w tym także elewacjom wewnętrznym dziedzińca), czterem wieżyczkom narożnym oraz wyremontowano dach i wykonano iluminację budynku.

## Charakterystyka

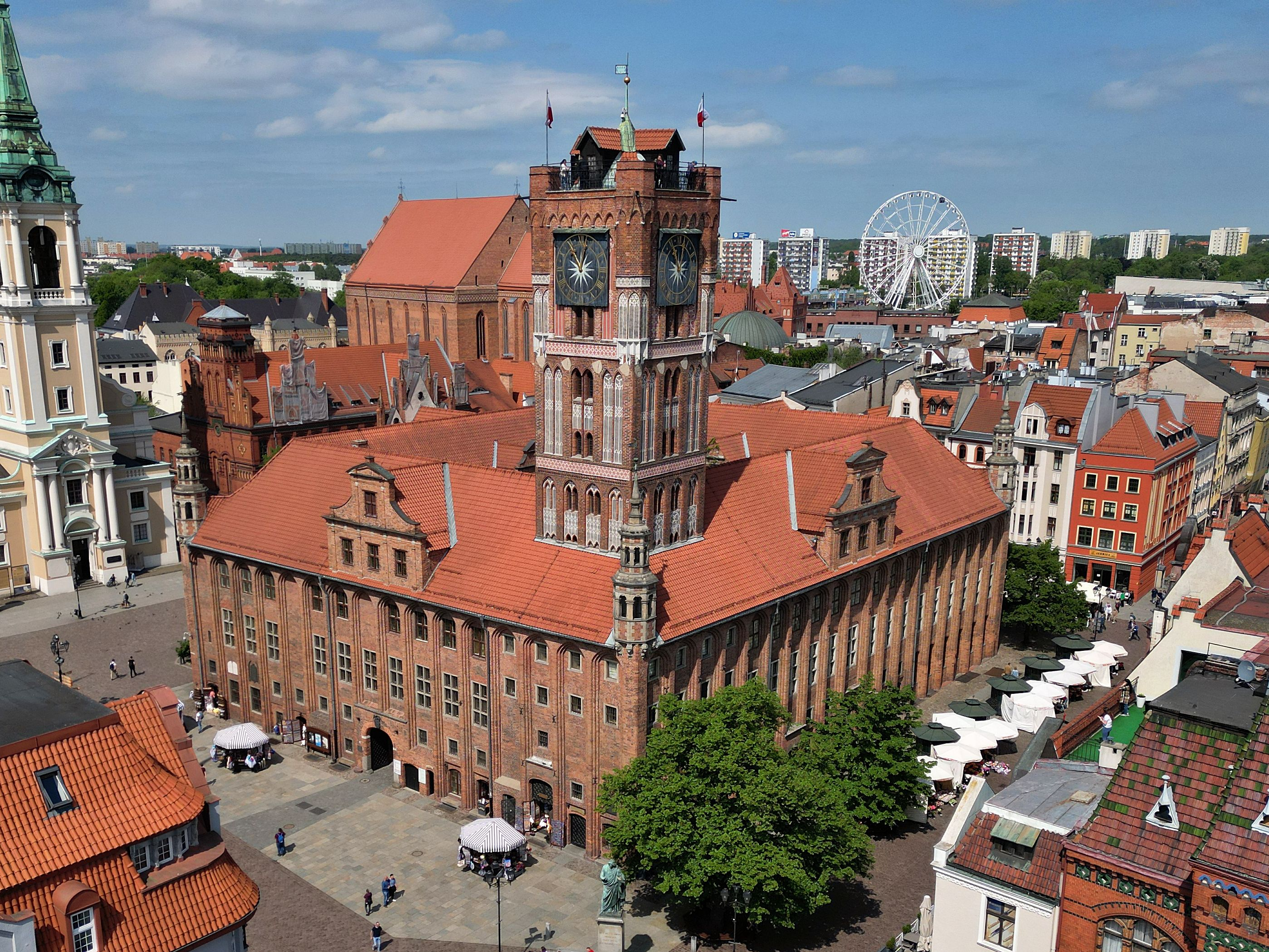
Ratusz Staromiejski w Toruniu

Ratusz Staromiejski jest położony blisko środka rynku, nieco przesunięty w kierunku wschodnim. W planie jest prostokątem o wymiarach 43,7 x 52,4 m, z wewnętrznym dziedzińcem. U zbiegu skrzydeł południowego i wschodniego wznosi się czworoboczna wieża w typie flandryjskich wież strażniczych (beffroi). Wszystkie skrzydła i dziedziniec są podpiwniczone. Sklepienia piwnic pod skrzydłem wschodnim wspierają się na masywnych kamiennych kolumnach. Artykulacja wszystkich elewacji (w tym również od strony dziedzińca) jest ujednolicona i składa się z wysokich, wąskich wnęk o silnie oprofilowanych narożach zamkniętych spłaszczonym łukiem ostrym, przechodzących przez całą wysokość budynku. Naroża są zaakcentowane nadwieszonymi ośmiobocznymi wieżyczkami o dwóch kondygnacjach, na osiach skrzydeł znajdują się wystawki ze skromnymi barokowymi szczytami, z pozostałościami dekoracji manierystycznej.
Na parterze w skrzydle wschodnim mieściły się tzw. „kramy bogate” i ławy chlebowe, a w skrzydle zachodnim sukiennice. W północno-zachodnim narożu prawdopodobnie mieściło się pomieszczenie dawnej wagi miejskiej, w skrzydle północnym znajduje się dawna sala sądowa. Większość pomieszczeń na parterze jest sklepiona – ławy chlebowe krzyżowo-żebrowo, sukiennice, waga i sala sądowa trójpodporowo. Zewnętrzne trakty każdego ze skrzydeł Ratusza (zarówno od strony Rynku, jak i dziedzińca) zajmowały rzędy małych bud handlowych, wbudowanych do środka, pierwotnie otwartych tylko na zewnątrz i niemających połączenia z pozostałymi pomieszczeniami parteru. Wymusiło to specyficzny sposób oświetlenia pomieszczeń znajdujących się pośrodku skrzydeł (ław chlebowych, sukiennic i pozostałych) za pomocą okien umieszczonych ponad sklepieniami bud handlowych.
Pierwsze piętro służyło celom reprezentacyjnym oraz mieściło Salę Radziecka, miejsce posiedzeń Rady Miejskiej. Bogata dekoracja tej sali z lat 1602–1603, zniszczona w pożarze w 1703 roku, składała się z boazerii ściennych z malowidłami gdańskiego malarza Antona Mōllera oraz z malowidła na stropie. Największym pomieszczeniem na piętrze jest Wielka Sala Mieszczańska była miejscem ważnych wydarzeń miejskich, podejmowano w niej królów, odbywały się tutaj również sejmy i sejmiki Stanów Prus Królewskich. W 1645 roku zorganizowano w niej rozmowy między protestantami a katolikami, znane jako Colloquium charitativum. W narożniku północno-wschodnim mieści się Sala Królewska, w której 17 czerwca 1501 roku zmarł król Jan Olbracht. Na piętrze zachowało się wiele portali i drzwi drewnianych pochodzących z czasu odbudowy w XVIII w., zdobionych intarsjami (np. drzwi do Sali Radzieckiej z 1735 roku z postaciami Minerwy i Apollina, do Sali Królewskiej z 1767 roku z postacią Stanisława Augusta Poniatowskiego).
Drugie piętro, dodane w latach 1602–1603 służyło jako zbrojownia i biblioteka.
W wieży ratuszowej znajdują się cztery nowożytne dzwony. Dzwony zegarowe (duży – godzinowy oraz mały – kwadransowy) pochodzą z lat 1728 i 1728/1729. Pozostałe dzwony, z lat 1648 i 1729, miały pierwotnie znaleźć się w kościele ewangelickim.

## Zbiory
Obecnie w ratuszu mieści się główny oddział Muzeum Okręgowego. W muzeum znajduje się m.in.: Galeria Sztuki Gotyckiej ze zbiorami unikatowych witraży z XIV wieku, ekspozycja przedstawiające dzieje Torunia i rzemiosła artystycznego z lat 1233–1793, Sala Mieszczańska z galerią portretów toruńskich mieszczan, Sala Królewska z najstarszym w Polsce Pocztem Królów Polskich, wystawa Mennica i monety toruńskie 1233/1238–1765, zbiory biżuterii ze Skrwilna. Ponadto w muzeum znajduje się Galeria malarstwa polskiego od poł. XVIII w. do 2010 roku. W zbiorach znajdują się obrazy m.in.: Jana Matejki, Wojciecha Gersonia, Jacka Malczewskiego, Juliana Fałata, Stanisława Ignacego Witkiewicza, Andrzeja Wróblewskiego czy Zdzisława Beksińskiego.

## Galeria

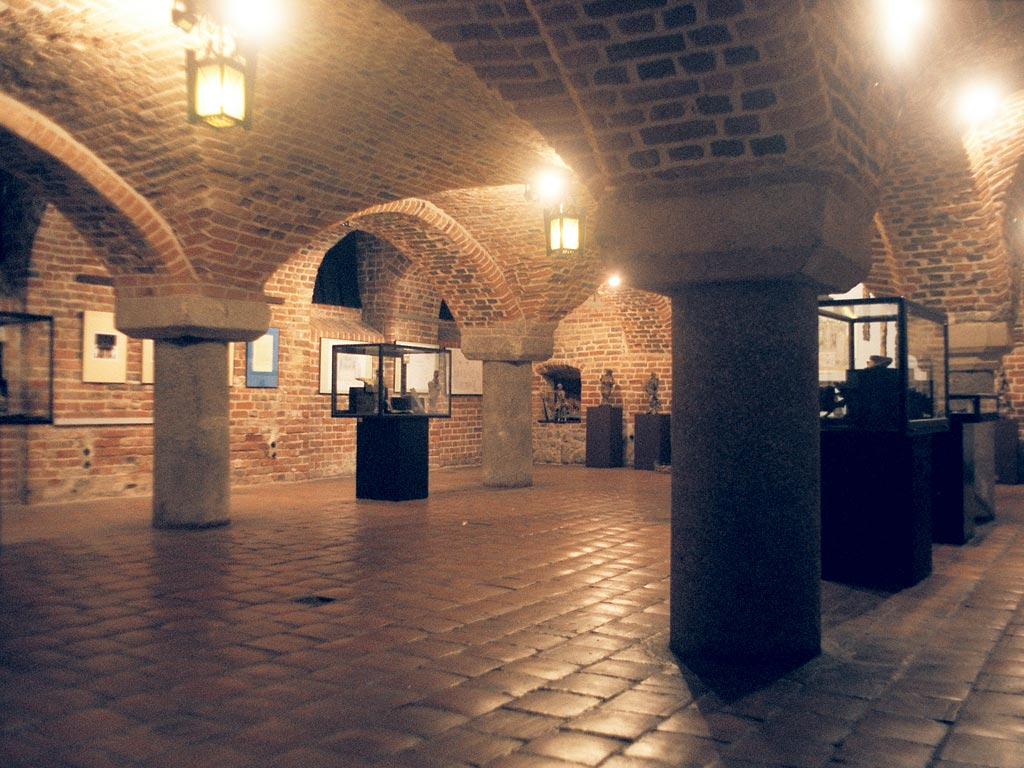
Piwnica Gdańska pod skrzydłem wschodnim
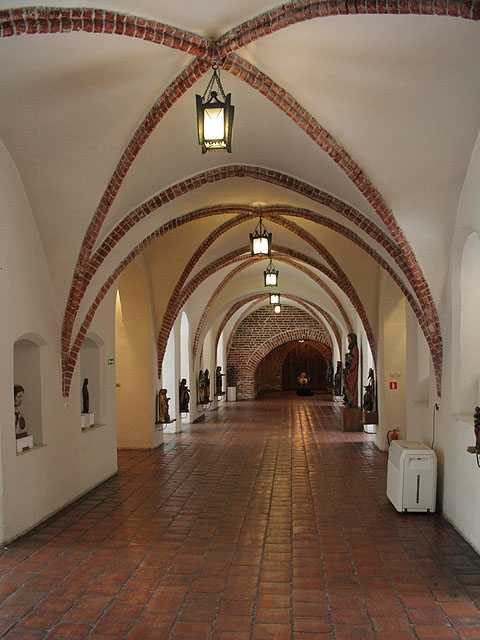
Dawne ławy chlebowe na parterze skrzydła wschodniego, obecnie galeria sztuki gotyckiej
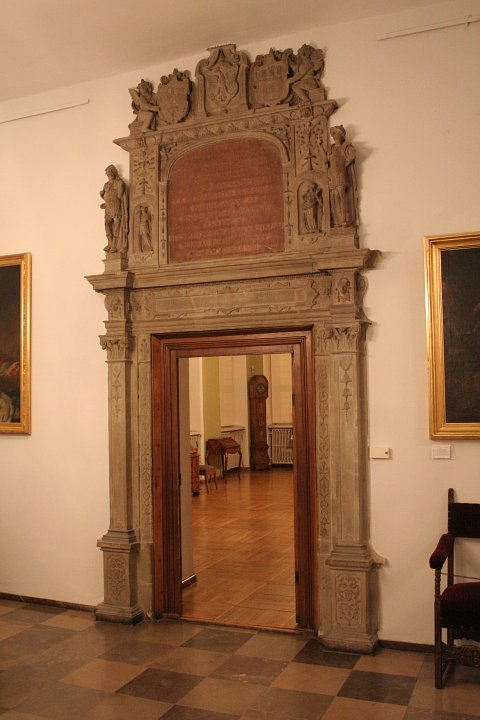
Portal do sali królewskiej, wykonany w czasie przebudowy w latach 1602-1605
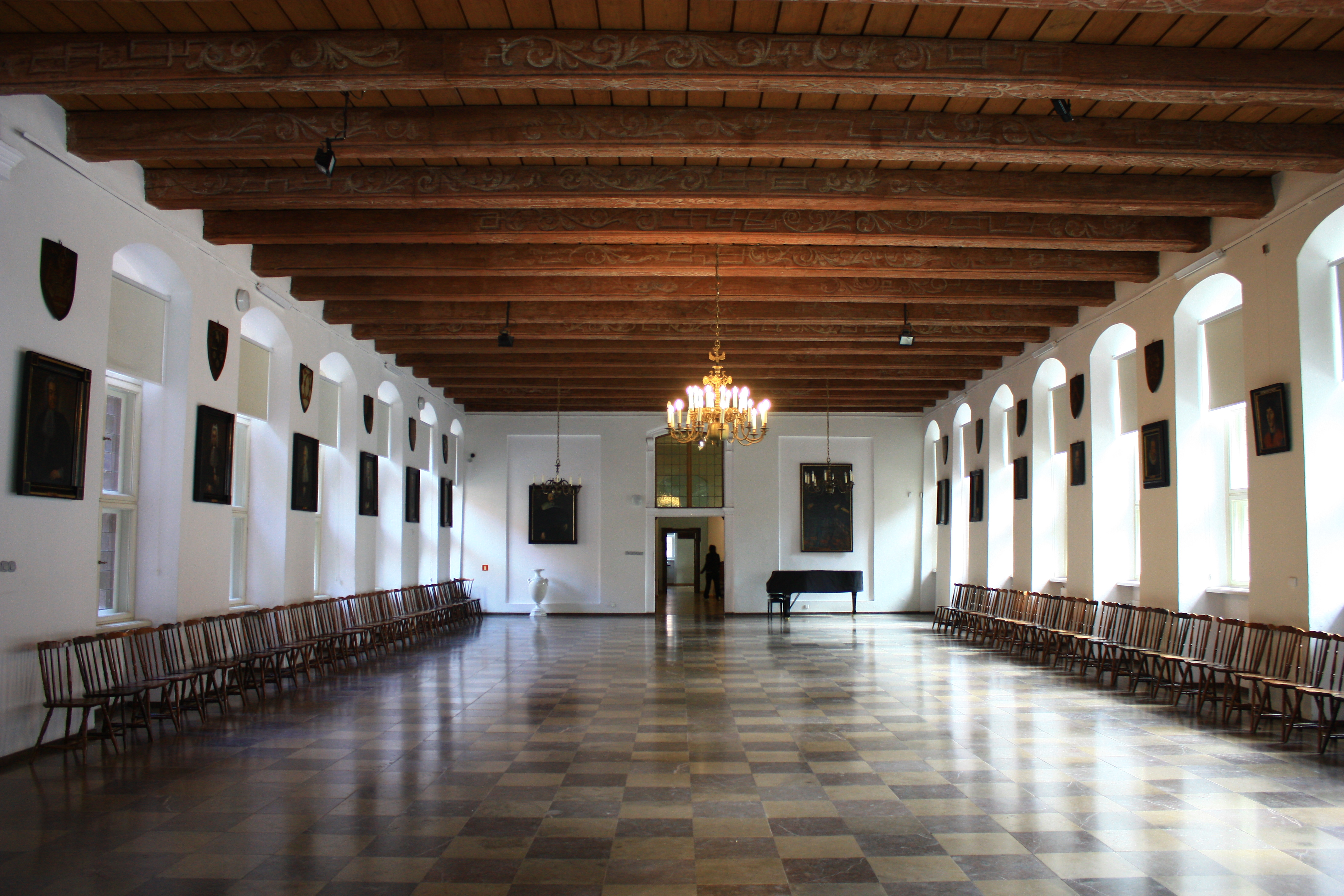
Sala Wielka (Mieszczańska)
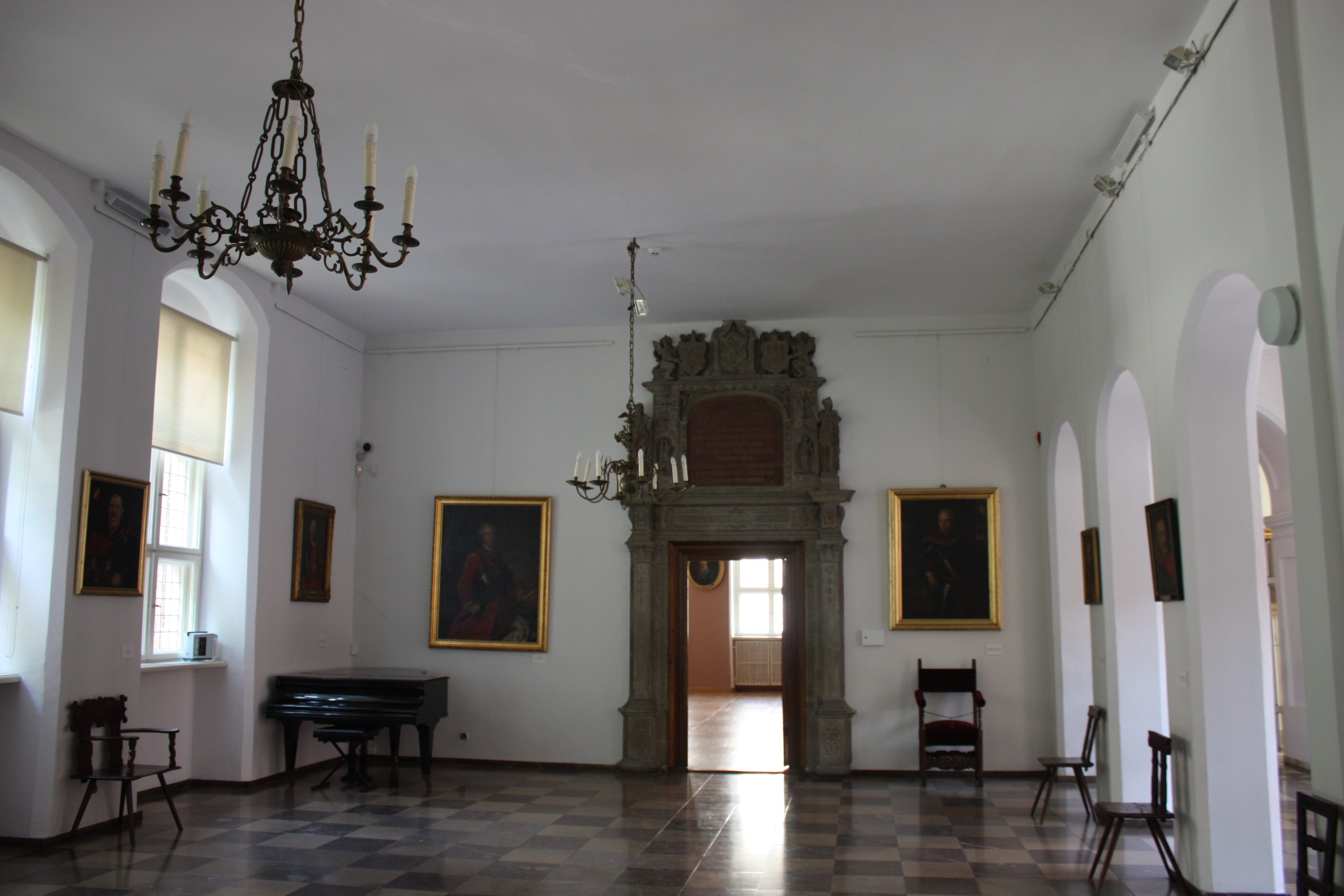
Hall przed Salą Królewską
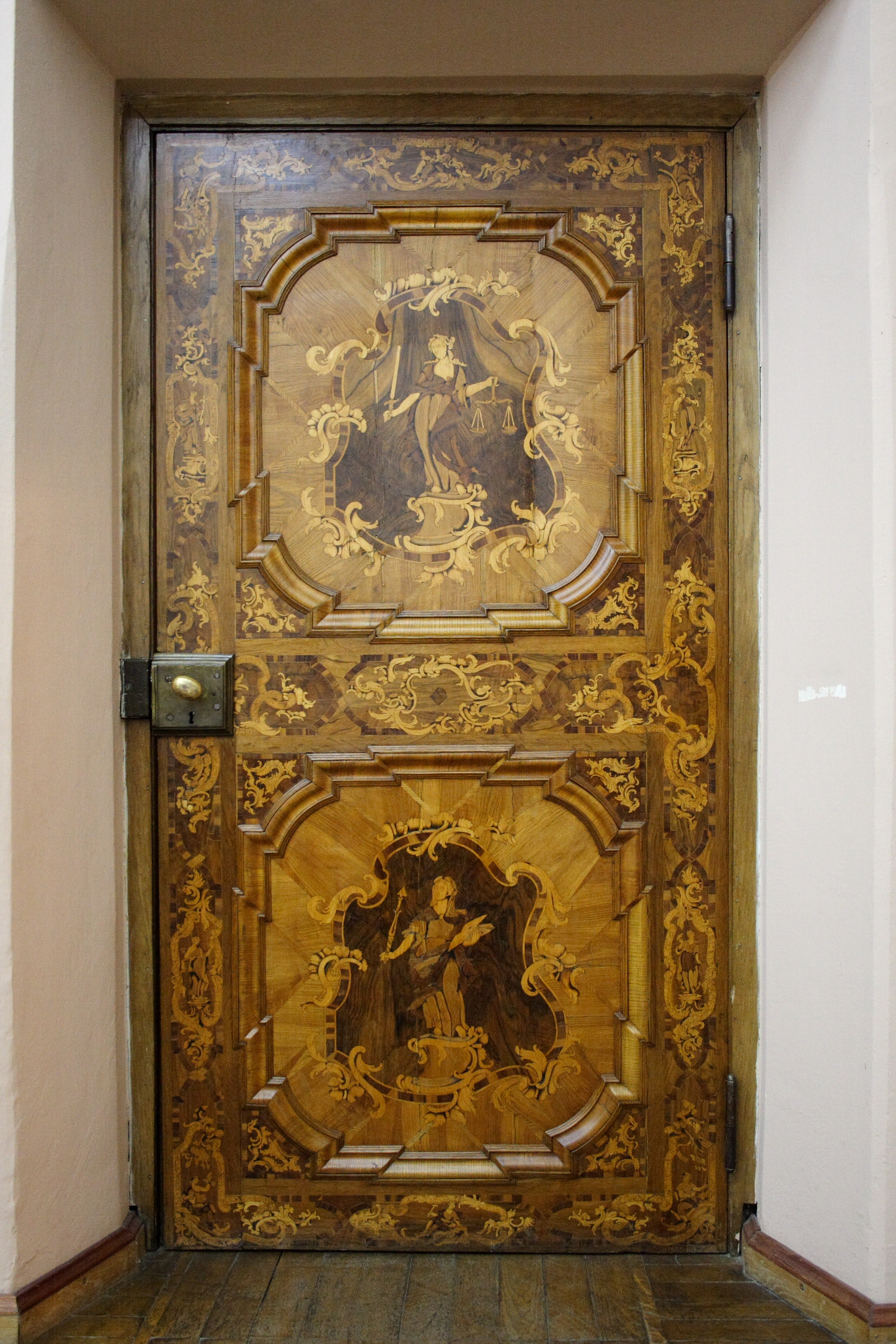
Intarsjowane rokokowe drzwi Sali Sądowej, wykonane w 1760 roku